# Ehrgeiz: God Bless the Ring
Ehrgeiz: God Bless the Ring (エアガイツ?, Eagaitsu) è un videogioco arcade sviluppato da DreamFactory e distribuito nel 1998 da Namco. Picchiaduro a incontri, il gioco presenta alcuni personaggi del videogioco di ruolo Final Fantasy VII, pubblicato l'anno precedente da Square. Il videogioco ha ricevuto una conversione per PlayStation che aumenta il numero di personaggi giocanti, in seguito distribuita in Giappone tramite PlayStation Network per PlayStation 3, PlayStation Portable e PlayStation Vita.

## Modalità di gioco

### Personaggi
- Ken "Godhand" Mishima
- Lee Shuwen
- Dasher Inoba
- Sasuke
- Prince Doza
- "Yoyo" Yoko Kishibojin
- Jo
- Han Daehan
- Koji Masuda
- Clair Andrews

Final Fantasy VII :
- Cloud Strife
- Tifa Lockhart
- Sephiroth
- Django (da sbloccare)
- Vincent Valentine (nascosto, da sbloccare)
- Yuffie Kisaragi (nascosto, da sbloccare)
- Zack Fair (nascosto, da sbloccare)